# Polideportivo El Cristal
El Estadio Polideportivo El Cristal es un escenario de fútbol ubicado en Buenaventura, en donde el equipo de fútbol Pacífico Fútbol Club ejerció sus partidos de local, desde su fundación en 2010 hasta su desaparición en 2011. Tiene capacidad para 3000 espectadores.
En este también se encuentra un patinódromo, una pista de atletismo, un escenario para encuentros de boxeo y halterofilia y una piscina olímpica.
En 2008 fue sede para los XVIII Juegos Nacionales de Colombia.